# ハジムラト・ガツァロフ
ハジムラト・ガツァロフ (Khadjimourat Gatsalov、1982年12月11日-)は、ロシアのレスリング選手。北オセチア共和国チコラ出身。2004年アテネオリンピックレスリングフリースタイル96kg級の金メダリストである。

## 実績
- オリンピック
  - 2004年アテネオリンピック　金メダル
- 世界選手権
  - 優勝　2005、2006年
- ヨーロッパ選手権
  - 優勝　2003、2004、2006年
  - 3位　2005年